# Flöte

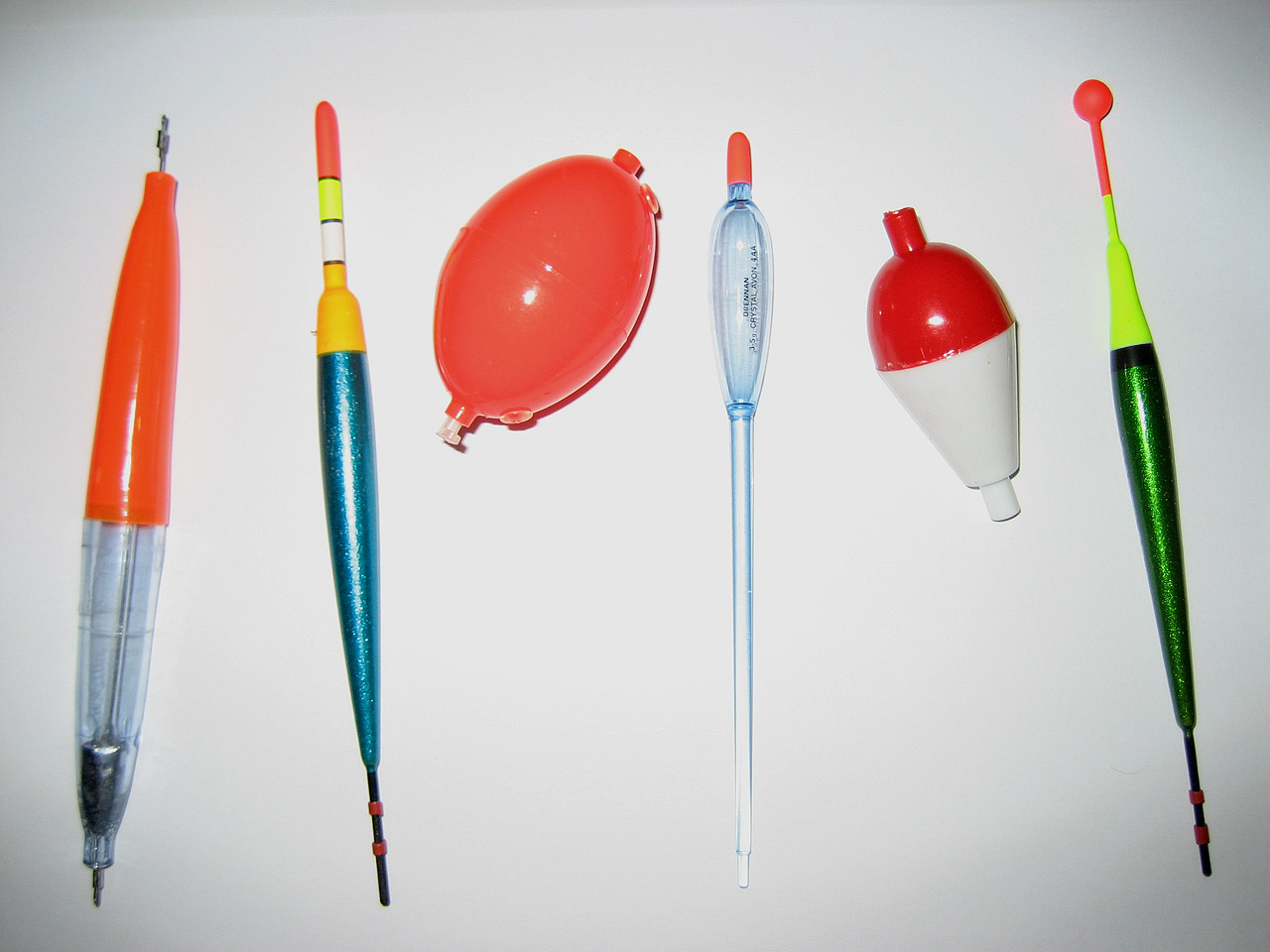
Några olika typer av flöten.

Ett flöte är en flytkropp utformad för att flyta i vatten. Flöten används för att hålla fiskeredskap som, sänke, krok och bete, på ett bestämt djup samt att indikera napp vid mete. Flöten kan vara fästa vid den övre telnen på ett fiskenät för att stabilisera fångstnät vertikalt i vattnet. Ett flöte på till exempel ett metspö är  till för att hålla kroken med dess bete på ett bestämt djup samt att indikera napp vid mete.
Flöten är tillverkade i material med låg densitet eller är ihåliga. De kan vara ytbehandlade för att inte suga till sig vatten. Några exempel på naturmaterial är balsaträ, kork, näver och sarkandavass. Exempel på konstmaterial är hård skumplast eller PVC-plast med hålrum.
Ordet flöte är belagt i svenska språket sedan 1723.